# София (королева Датская)
София (Суффиу; предположительно Володаревна, возможно также Владимировна; ок. 1141 — 5 мая 1198) — королева датская, жена датского короля Вальдемара I. Предположительно, дочь минского князя Володаря Глебовича, или новгородского князя Владимира Всеволодовича и Рыксы, дочери Болеслава III и вдовы Магнуса Сильного.

## Биография
Русскими летописями не упоминается — известна только из западных источников: «Краткой истории датских королей» Свена Аггесена, «Деяний данов» Саксона Грамматика, «Саги о Кнютлингах», генеалогии датских королей, «Обзора саг о датских канунгах», свода саг «Красивая кожа», датских анналов. Некоторые скандинавские источники дают её имя искажённым — Суфия, Сифия.
Место её рождения неизвестно. Происхождение княжны является предметом дискуссии как в русской, так и в европейской историографии. Традиционно считается, что София — дочь Володаря Глебовича и Рыксы, дочери Болеслава Кривоустого; наиболее аргументированно это доведено Я. Галеном. Баумгартен и Пашуто предполагали, что София — дочь Рыксы от новгородского князя Владимира Всеволодовича, но в этом случае нужно допустить, что Вальдемар I вступил в брак с двоюродной племянницей. Подробный обзор точек зрения на происхождение Софии содержится в работах Т. Джаксон. Когда Рыкса вышла замуж за шведского короля Сверкера I, София последовала за матерью и была принята при шведском дворе.
София вышла замуж (23 октября 1157 года в Виборге) за датского короля Вальдемара I, правнука Владимира Мономаха; запись о браке содержит летопись XII века «Славянская хроника» Арнольда из Любека и Саксона Грамматика.

«Вальдемар конунг данов взял в жены Суффиу, дочь Валада, конунга Пулиналанда и королевы Рикицы».

Политический контекст этого брака, как и связи полоцко-минских князей через Софию с династиями герцогов Брауншвейгских и ландграфов Тюрингских, не изучены. Возможно, этот брак имел целью укрепления союза Дании со Швецией.
София была обручена с Вальдемаром с 1154 года и в том же году прибыла в Данию, но свадьба оказалась возможной только через три года, так как она была признана недостаточно взрослой, для того чтобы выходить замуж. На это время её отставили под присмотром женщины по имени Бодил. Так как она не имела никакой собственности в Дании, ей было обещано 1/8 часть поместий её сводного брата Кнуда V. Свадьба состоялась только после того, как Вальдемар смог победить своего противника в борьбе за престол Свена III.

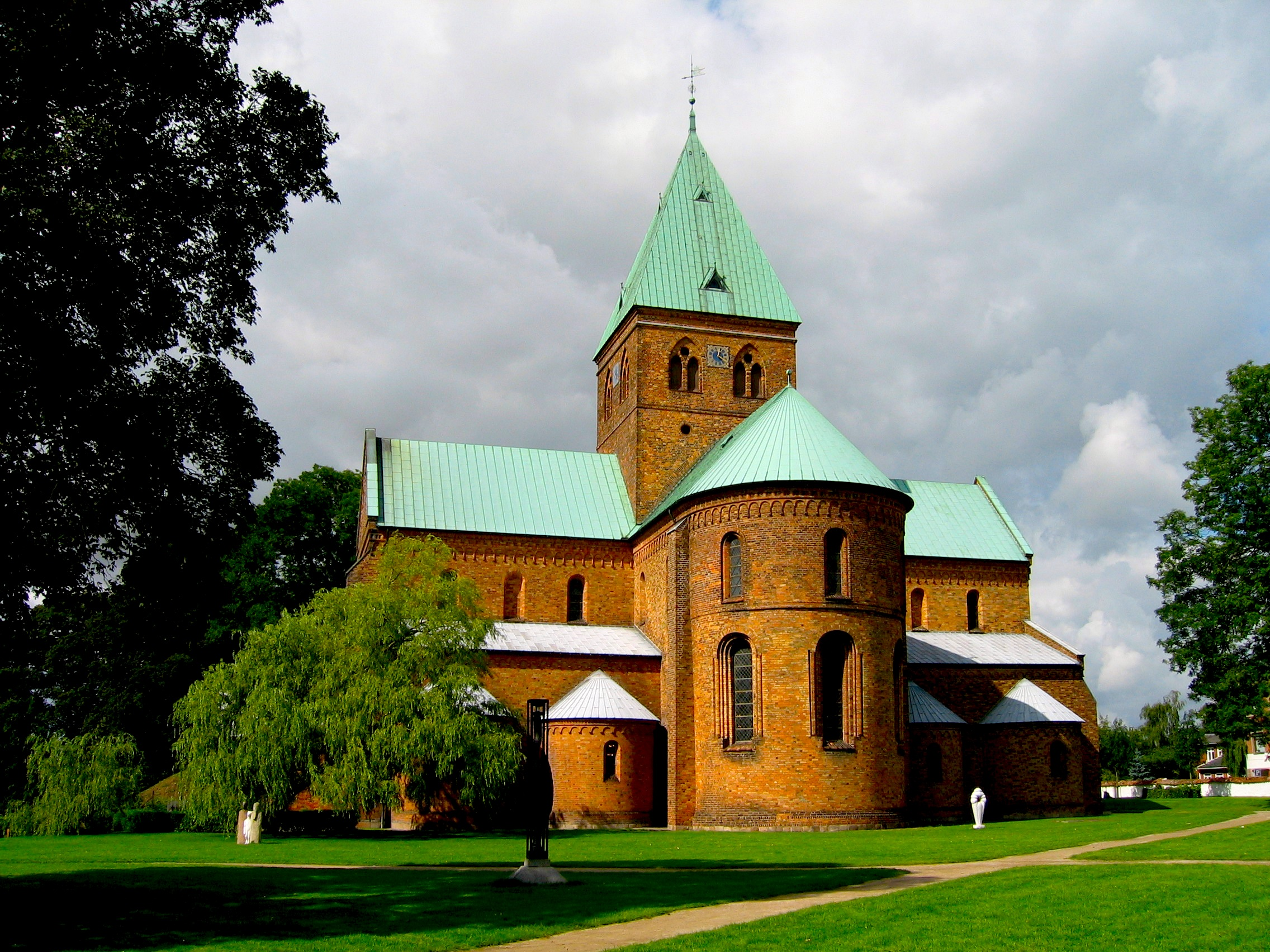
Собор Рингстеда, где похоронена София Владимировна

София принимала активное участие в тогдашней общественной жизни Дании. Саги изображают её красивой, но властной и жестокой женщиной. Так, согласно им она повелела сжечь в бане любовницу своего мужа Туве и ранила его сестру Кирстен.
У королевы было два сына и шесть дочерей. Пережила своего мужа (умершего в 1182 году).
Овдовев, в 1184 году вышла за Людвига III, ландграфа Тюрингии, который был моложе её на 10 лет. София приехала в Тюрингию с большой свитой. Однако перед тем, как отправиться в Третий крестовый поход Людвиг изгнал её. В 1190 году она развелась с ним и вернулась в Данию.
Похоронена рядом со своим первым мужем в королевской усыпальнице города Рингстед.

## Дети
- Софья (1159—1208) — с 1181 года жена Зигфрида III, графа Веймар-Орламюнде (1150—1206)
- Кнуд VI (1162—1202) — король Дании с 1182
- Маргарита (1160/68 — пос.1188) — монахиня в монастыре св. Марии в Роскилле.
- Мария (1161/69 — пос.1188) — монахиня в монастыре св. Марии в Роскилле.
- Вальдемар II Победитель (1170—1241) — король Дании с 1202 года, герцог Шлезвига 1188—1202
- Ингеборг (1175—29 июля 1236) — с 15 августа 1193 жена Филиппа II Августа (22 августа 1165—14 июля 1223), короля Франции с 1180 (брак аннулирован в 1193, но в 1200 признан действительным)
- Елена (ок. 1177 — 22.11.1233) — с 1202 жена Вильгельма I, герцога Брауншвейг-Люнебурга (1184—1213)
- Рикса (Рихеза) (ум. 1220) — с 1210 жена Эрика X Кнутссона (1180—10 апреля 1216), короля Швеции с 1208